# Càmera aèria de LaLiga
La càmera aèria 4Sky suspended camera ha estat un dels últims avenços tecnològics de la lliga Santander per oferir als espectadors de futbol, una experiència més realista i immersiva. La instal·lació permet el lliure moviment en espais exterior i interiors, en vertical i horitzontal, per estadis, circuits, arenes o escenaris de concerts - per copsar els moments des de pràcticament qualsevol punt o angle.
La càmera té la possibilitat d'arribar a grans alçades, oferint perspectives que no estan a l'abast de les càmeres més convencionals. El proveïdor d'aquest sistema de vídeo és Omnicam4Sky.

## Omnicam4Sky
Omnicam4Sky és una empresa d'investigació i desenvolupament Mediapro, especialitzada en el desenvolupament, creació i construcció de sistemes especials amb control remot per a càmeres de televisió HD que aporten, moviment, emoció i realisme a l'emissió.

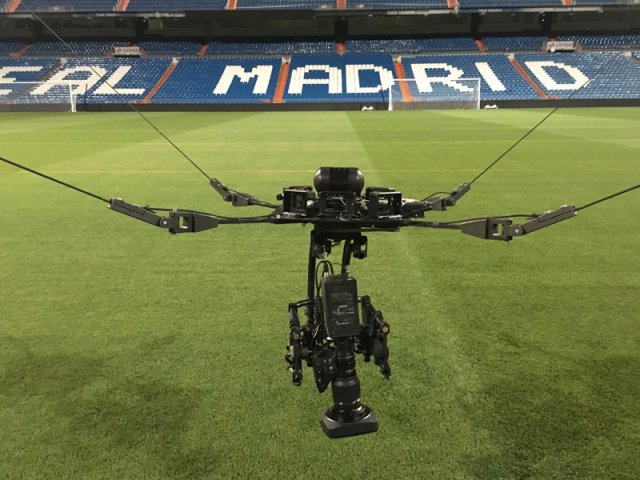
Càmara aèria 4Sky suspended camera

## Característiques
Es tracta d'una càmera compacta amb una alta definició que porta incorporada una òptica angular 4/3 i un zoom de 14x; això permet cobrir una zona de 155x44 metres. El sistema es compon de: 4 politges de cables mogudes per 4 motors de 160 quilos, una estació de control amb dues consoles i el seu software corresponent. Les imatges es transmeten a través de fibra òptica. La càmera pot copsar aquests moments determinats, gràcies al seu mecanisme de gir i velocitat de desplaçament de 10 metres per segon (36 km/h).
Els cables que travessen l'estadi per dalt, poden sostenir un pes d'uns 3.920 quilos, tot i que una càmera aèria d'aquest tipus no arriba a superar els 40 quilos. La càmera pot aconseguir una alçada màxima de 24 metres, però la lliga segueix les instruccions de la UEFA per a garantir la seguretat dels jugadors i dels espectadors; és a dir, 21 metres sobre el terra.

## Preparació
Les instal·lacions d'Omnicam4SKy estan controlades en els partits per un dels sis equips experts de Mediapro. Cada camp disposa de 3 persones encarregades de maniobrar el sistema videogràfic: operador de càmera – controla: enquadrament, zoom i focus de la càmera-, tècnic – supervisa: moviment dels motors dels cables-, i un auxiliar – encarregat de: canviar bateries i revisar els motors durant l'activitat de la càmera.

## Ús
La càmera aèria s'utilitza, sobretot, en el tirs de falta o repeticions de gols, ja que des de la perspectiva de la càmera es pot ensenyar la mateixa imatge que està veient el jugador. També està present durant l'escalfament dels jugadors, substitucions, serveis de banda i des del centre del camp.

## Disponibilitat
Avui en dia, el sistema d'Omni4Skycam encara no està disponible per a tots els camps de futbol de la lliga Santander, però alguns equips ja el tenen, com el: Reial Madrid CF, FC Barcelona, Atlètic de Madrid, CD Leganés, Getafe CF, Sevilla FC, Reial Betis, València CF, RCD Espanyol, Atlètic Club, Granada CF i recentment, en el de la Reial Societat.